# Tancredi (opéra)
Tancrède
Pour les articles homonymes, voir Tancrède et Tancredi.

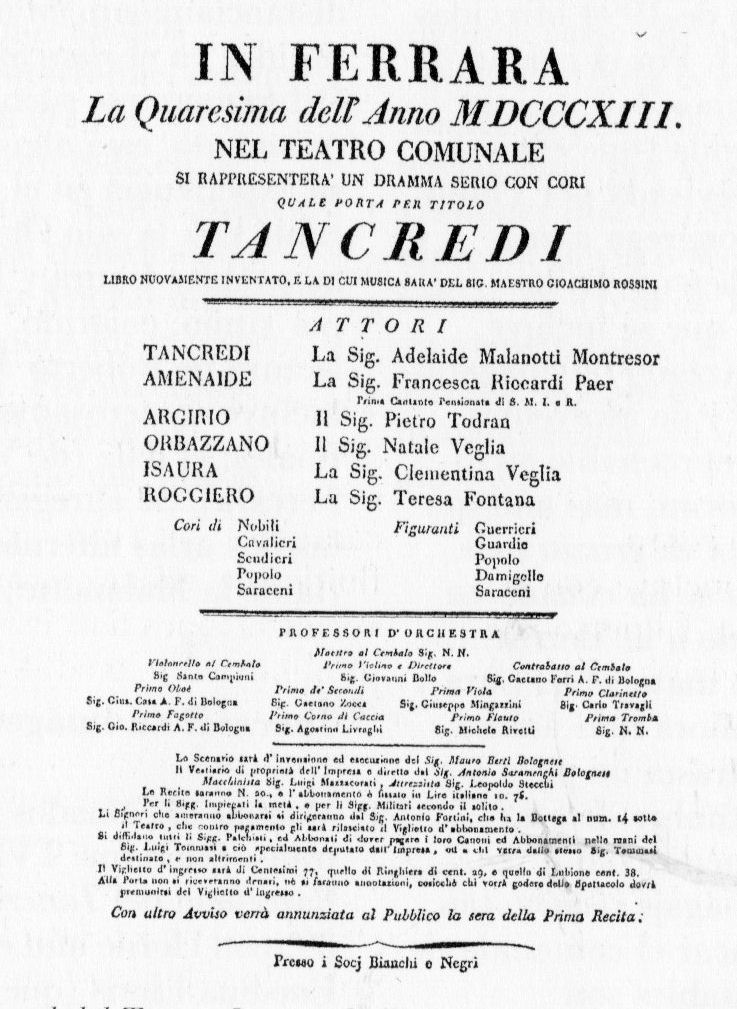
Affiche de la première de Tancredi (Rossini) au Teatro Comunale de Ferrare en 1813

Tancredi (Tancrède en français) est un opera seria (melodramma eroico) en deux actes de Gioachino Rossini, sur un livret en italien de Gaetano Rossi d'après la tragédie homonyme (1760) de Voltaire, créé à La Fenice de Venise le 6 février 1813. La première de l'opéra Il signor Bruschino ayant lieu en janvier 1813, le compositeur a dû finir Tancredi en moins d'un mois. L'ouverture, tiré de La pietra del paragone, est un exemple populaire du style caractéristique de Rossini et elle est régulièrement jouée en concert et enregistrée.
Il s'agit du premier opéra important de Rossini. Il remporta un très grand succès auprès des Vénitiens, et contribua à la renommée naissante de Rossini, lequel n'avait pas encore 21 ans. Il fut repris à Paris au Théâtre-Italien le 22 avril 1822.
Bien que la version originale ait une fin heureuse, comme le veut la tradition de l'opera seria, peu après la première de Venise, Rossini demande au poète Luigi Lechi de retravailler le livret pour reproduire la fin tragique originale de Voltaire. Dans cette nouvelle fin, présentée au Teatro Comunale de Ferrare le 21 mars 1813, Tancrède gagne la bataille, mais est mortellement blessé, et c'est à ce moment seulement qu'il apprend qu'Amenaide ne l'a jamais trahi. Argirio marie les deux amants à temps pour que Tancrède meure dans les bras de sa femme.
Comme le décrivent Philip Gossett et Patricia Brauner, c'est de la redécouverte de la partition de cette fin en 1974, bien que Gossett apporte des preuves que c'était en 1976, que résulte la version qui est habituellement jouée de nos jours.

## Histoire de l'œuvre
À l'époque de ses vingt ans, la réputation de Rossini commençait à grandir, et il est maintenant vu comme le  « maestro di cartello », c'est-à-dire un compositeur dont le nom seul peut garantir un public. Il acquiert ce succès avec La pietra del paragone dont la création à Milan en septembre 1812 est une réussite. Cependant, les retards entraînent un recul de la commission suivante, L'occasione fa il ladro, pour le Teatro San Moisè de Venise. D'autres operas buffa précèdent ce dernier, et leurs succès assurent un cinquième opéra pour la maison : Il Signor Bruschino. Il est présenté le 27 janvier 1813. Le compositeur écrit plus ou moins cet opéra en parallèle de la préparation de Tancredi, une commission acceptée l'automne précédant pour la maison la plus prestigieuse de Venise, La Fenice. 
D'autres esquisses de l'histoire de Tancredi ont été préparées, dont la dernière est de Stefano Pavesi en 1812. Cependant, beaucoup des inventions formelles de Rossini, vues dans ses précédents opéras en un acte, sont ici incorporées avec formalisme et grand effet. Comme Philip Gosset le note, « L'opéra établit une nouvelle synthèse des formes, de nouveaux modèles compositionnels, avec, par, et en dépit de ce que les compositeurs italiens avaient l'habitude de faire. ».

### La fin révisée pour Ferrare, mars 1813
La version révisée de l'opéra, présentée un mois après sa première à Venise, intègre la fin originale de Voltaire. La musique écrite pour cette fin a été retirée et a disparu avant d'être redécouverte en 1976.
Acte 1 : Le duo L'aura che interno spiri / "L'air que tu respires porte un mortel danger" a été retiré et remplacé par Lasciami: non t'ascolto de l'acte 2, dont Richard Osborne écrit que c'est « comme introduire une note pas totalement plausible dans la première rencontre des amants. ».
Final Acte 2 : Venus pour retrouver Tancrède, les chevaliers de Syracuse entrent avec Argirio et Amenaïde. En colère, Tancrède ordonne à Amenaïde de se rendre au camp de Solamir, contrarié qu'elle soit venue le déranger. Il part au combat, et Argirio revient bientôt pour annoncer que les Syracusains ont été victorieux mais que Tancrède a été gravement blessé. Il est transporté et apprend d'Argirio la vérité sur Amenaïde juste à temps pour qu'Argirio les épouse. Il meurt alors dans ses bras.
Selon Richard Osborne, les remaniements de 1813 pour Ferrare n'ont pas été un succès et « Rossini a retiré la révision et, comme c'était son habitude, a redistribué une partie de la musique dans des travaux ultérieurs ».
À la suite de cette découverte, la préparation de l'édition critique pour la Fondazione Rossini par Philip Gossett et d'autres à l'Université de Chicago a commencé en 1976.

### Révision de Milan, décembre 1813
En plus de la restauration de la "fin heureuse", à la fin de l'année 1813 et dans les temps pour la première de Milan en décembre au nouveau Teatro Ré, Gioachino Rossini a aussi restauré le deuxième duo et a réécrit et restauré l'aria d'Argirio. D'autres changements, incluant le nouvel aria de Roggiero Torni d'amour la face, deux arias différents composés pour Argirio et les deux duos pour Tancredi et Amenaïde ont été restaurés dans leurs placements d'origine.
Pendant que Tancredi et Amenaïde sont joyeusement réunis, il donne « un rondo entièrement nouveau en lieu et place du gran scena plus élaboré de la partition originale, après que Tancredi ait appris d'Argirio que sa lettre avait été écrite pour lui, et non pour Solamir (plutôt qu'il y ait eu un démenti de la part de Solamir). ».

## Personnages et créateurs
| Role                                                                   | Voix                       | Créateur lors de la première 6 février 1813 |
| ---------------------------------------------------------------------- | -------------------------- | ------------------------------------------- |
| Tancredi, chevalier et fils d'anciens expatriés du Royaume de Syracuse | contralto ou mezzo-soprano | Adelaide Malanotte-Montresor                |
| Amenaïde, fille d'Argirio                                              | soprano                    | Elisabetta Manfrendini-Guarmani             |
| Argirio, roi de Syracuse et chevalier                                  | ténor                      | Pietro Todràn                               |
| Orbazzano, duc de Sicile et chevalier                                  | basse                      | Luciano Bianchi                             |
| Isaura, suivante d'Amenaide                                            | mezzo-soprano              | Teresa Marchesi                             |
| Roggiero, écuyer et ami de Tancredi                                    | mezzo-soprano ou ténor     | Carolina Sivelli                            |

## Argument
À Syracuse, pendant l'invasion des Sarrasins. Tancrède a été banni de la ville mais Amenaïde l'aime et lui envoie une lettre pour lui demander de revenir déguisé. La lettre ne porte pas le nom de l'expéditeur. Pendant ce temps le père d'Amenaïde, Argitio, donne la main de sa fille à Orbazzano.
Tancrède n'a pas reçu la lettre d'Amenaïde mais est cependant revenu déguisé à Syracuse.
La lettre d'Amenaïde est interceptée et Orbazzano la jette en prison, pensant qu'elle était destinée au chef sarrasin. Tancrède ne fait plus confiance à Amenaïde.

## Postérité
Stendhal, grand admirateur et premier biographe de Rossini en France, considère cet opéra comme un « chef-d'œuvre », « un véritable coup de foudre dans le ciel bleu et clair du théâtre lyrique italien ». Le librettiste de l'opéra, Gaetano Rossi, note qu'avec lui, « Rossini s'est élevé jusqu'à la gloire. » Richard Osborne considère Tancredi comme « son véritable opera seria qui l'établit, plus ou moins instantanément, comme le maître compositeur italien dans le domaine de l'opéra contemporain. »
L'air Di tanti palpiti est devenu si célèbre qu'il fit oublier le reste de l'œuvre.  Balzac le cite dans La Peau de chagrin, lorsque Raphaël de Valentin sort ruiné de la maison de jeu.